# 돈 쿼리
도널드 ("돈") 오라일리 쿼리(Donald ("Don") O'Riley Quarrie, 1951년 2월 25일 ~ )는 자메이카의 육상 선수였다.
킹스턴에서 태어났다. 1968년 멕시코 올림픽 선발 시합에 나갔지만, 부상을 당하여 출전하지 못하였다. 미국으로 건너가 남가주 대학교에서 공동 경영과 학위를 받고 졸업하였다.
그는 1970년부터 1978년까지 3개의 코먼웰스 게임에 참가하여, 100m 3연승을 포함하여 6개의 금메달을 획득하였다. 1970년대 자메이카 육상 영웅으로 알려진 그는 1976년 몬트리올 올림픽에 참가하여 100m 우승후보로 보였지만, 2위에 머물고 말았으나 200m 결승전에서 눈부신 승리를 거두었다.
1980년 모스크바 올림픽에서 200m 3위, 1984년 로스앤젤레스 올림픽에서 자메이카 400m 계주 팀의 일원으로 출전하여 2위를 하였다. 이 대회 후에 정식으로 육상계에서 은퇴하였다.

## 같이 보기
- 올림픽 자메이카 선수단